# バルトの道

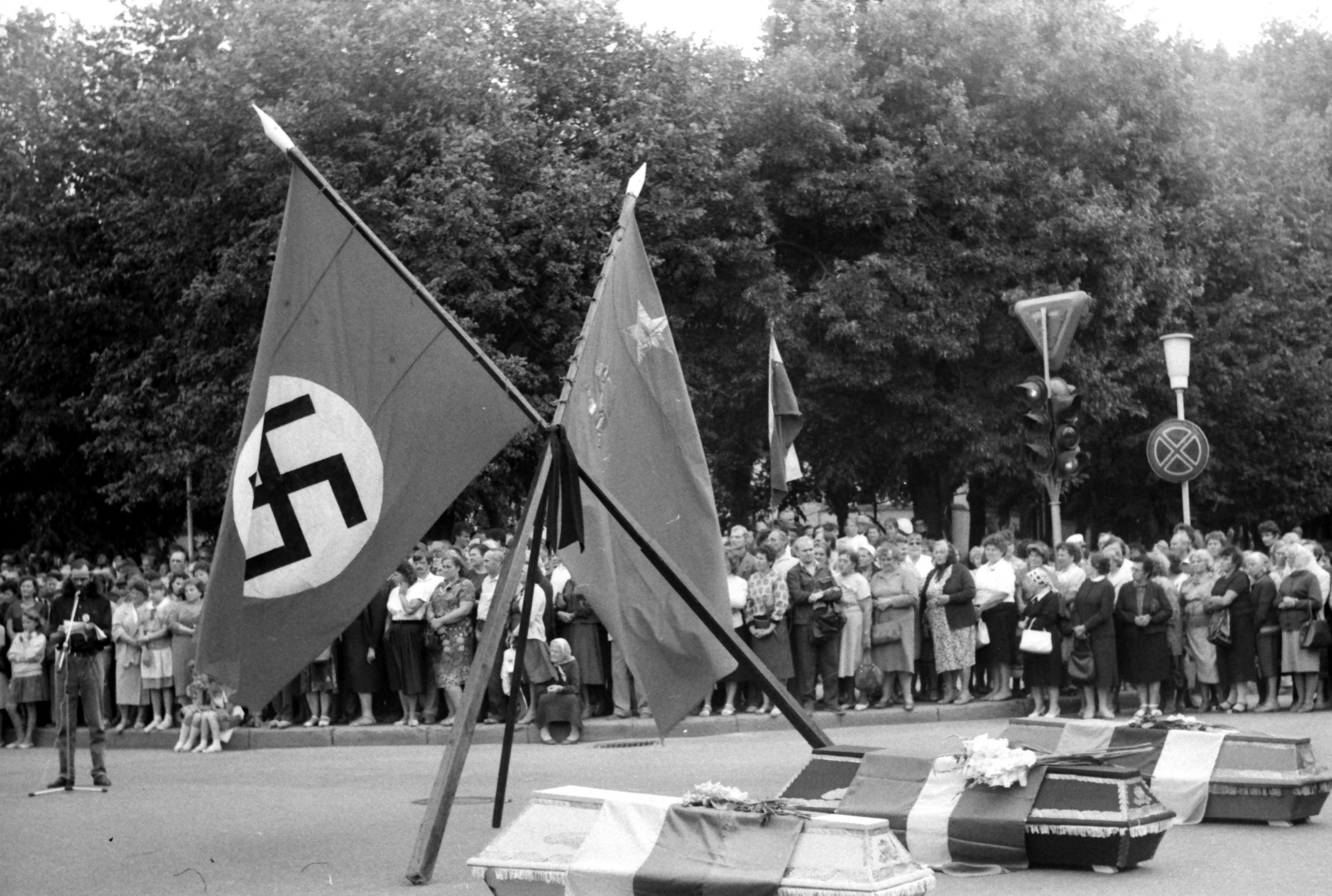
ハーケンクロイツ旗とソ連国旗の下で置かれる3つの棺桶。それぞれエストニア・ラトビア・リトアニアの国旗に覆われる（活動当日、リトアニア・シャウレイにて）

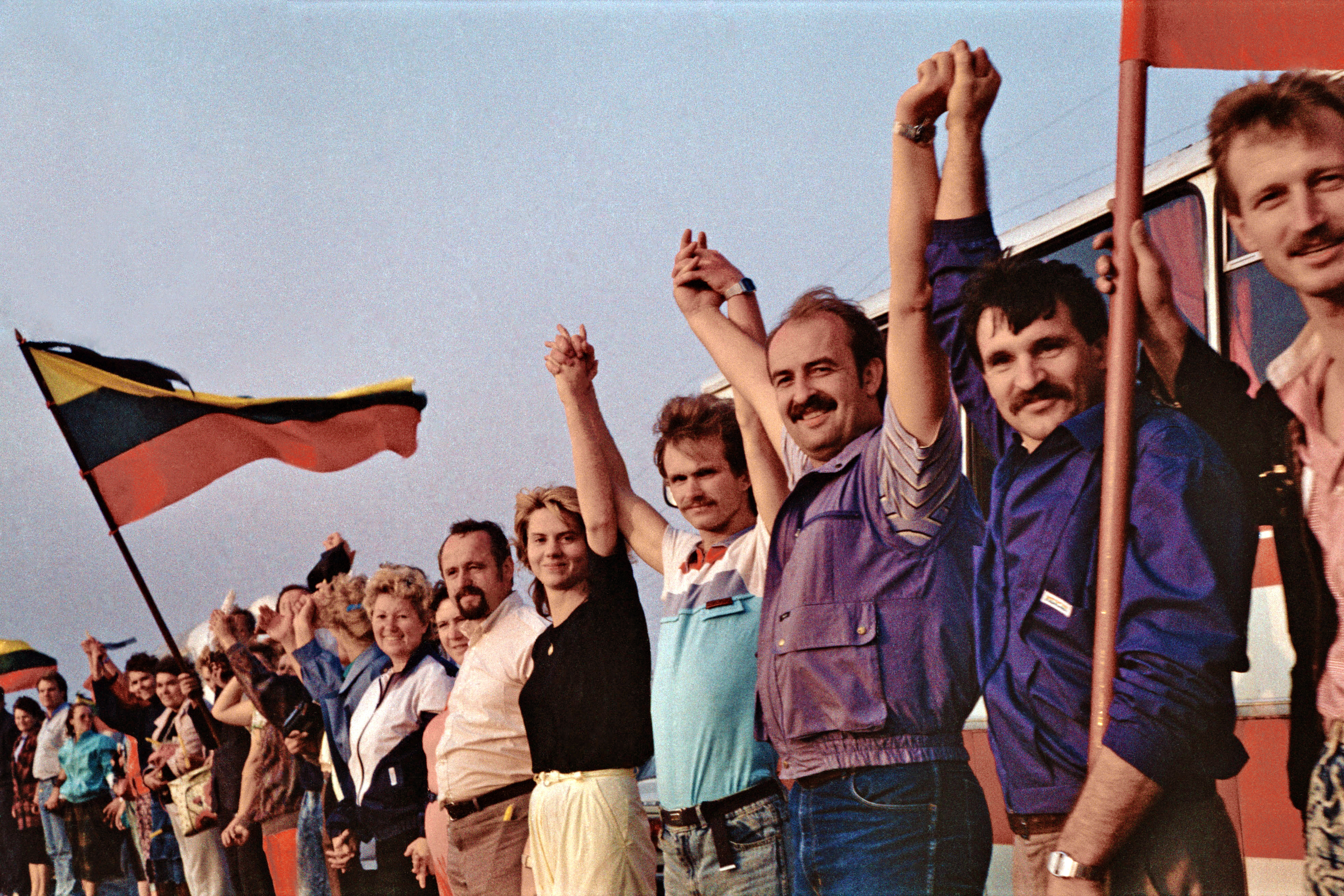
バルトの道（リトアニア）

バルトの道（バルトのみち、エストニア語: Balti kett、ラトビア語: Baltijas ceļš、リトアニア語: Baltijos kelias、ロシア語: Балтийский путь Baltiysky put、英語: Baltic Way (Chain)）とは、1989年8月23日に、ソビエト連邦の統治下にあったバルト三国（エストニア、ラトビア、リトアニア）で、独立運動の一環として行われたデモ活動。人間の鎖のひとつ。
およそ200万人が参加して手をつなぎ、3共和国を結び、約600km以上の人間の鎖を形成した。このデモンストレーションは、バルト三国のソ連併合を認めた独ソ不可侵条約秘密議定書締結50周年を期して行われ、三国が共通の歴史的運命を共有していることを、国際社会に訴えるために行われた。

## 背景
旧ソ連ではゴルバチョフ政権のもとでペレストロイカ、グラスノスチが進められ、街頭デモが急増し、市民の支持も集めていた。
1986年、3共和国の各首都で、一握りの人々が集まり抗議行動を行ったが、直ちに警察により解散させられた。1987年には大規模集会が3共和国の首都で行われたが、当局者に非難され、逮捕者が出て終わった。
1年後の1988年、大規模抗議行動が初めて当局の認可を得て、平和裏に行われた。
1989年5月、バルト議員会議がタリンで開かれ、その後バルト評議会も発足した。
バルトの道の1週間前にはソ連政府も秘密議定書の存在を認めたが、バルト三国は自主的にソビエト連邦に加盟したとして、ソ連編入が違法な併合であったとは認めなかった。
集会の数日前、リトアニアの独立運動組織サユディスの委員会の170人のメンバーが、「ソビエト連邦の政治的、文化的、行政的支配を受けない」独立のリトアニア国家をめざすことを議決した。

## 抗議

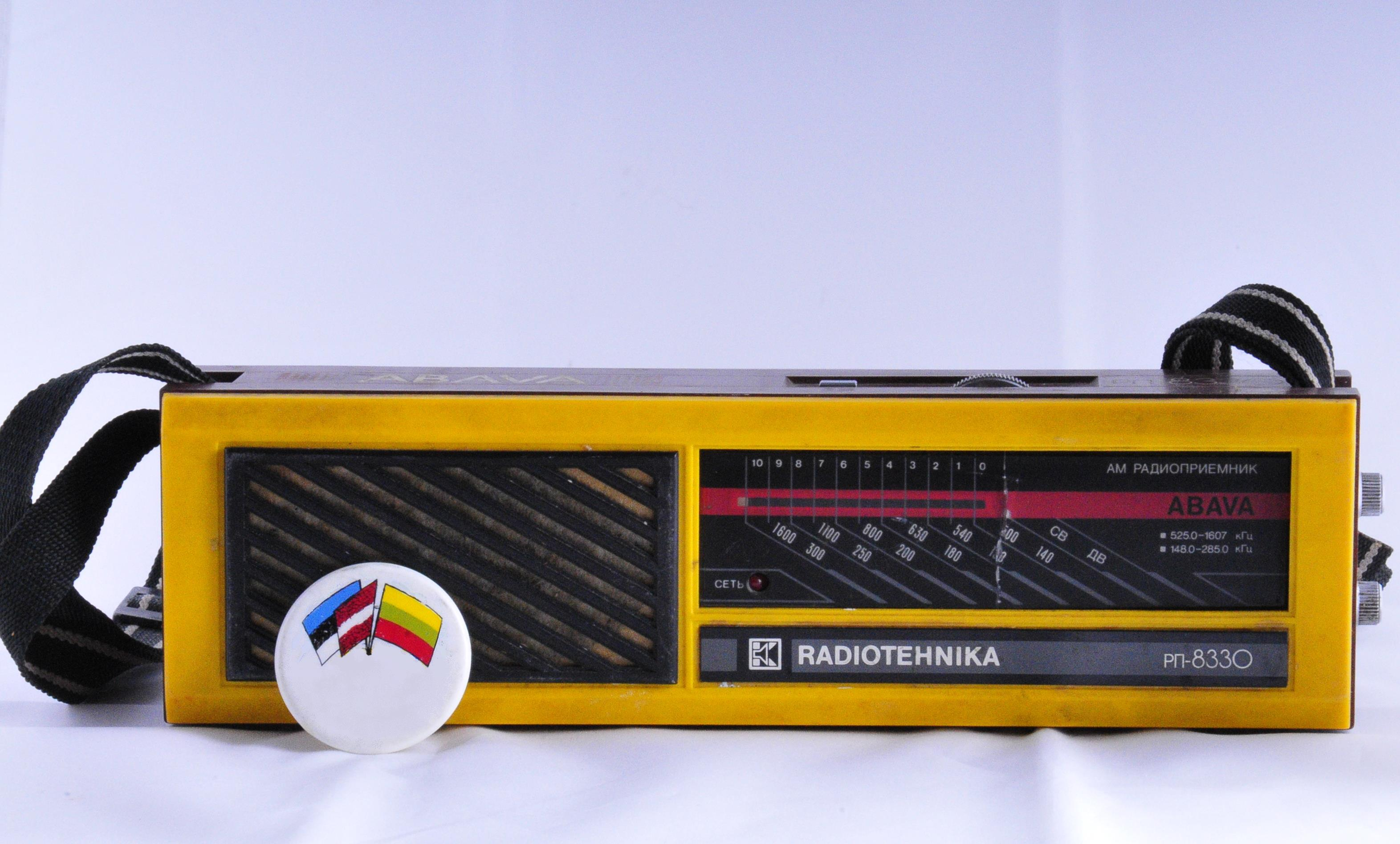
参加者たちが携行していたラジオとバッジ

バルトの道はバルト議員会議が企画した。地元の共産党当局によって認可され、鎖が切れないよう、周到に計画された。例えば、各都市や町には担当の場所が割り当てられ、他の交通手段を持たない参加者には無料バスを提供するよう指示された。参加者は、現地時間午後7時から15分間手をつないだ。この集会を調整するため、特別のラジオ放送も行われた。
その後、各地で多くの集会や抗議行動が行われるようになった。ヴィリニュスでは大聖堂前で数千人が、ろうそくを持って国歌をはじめとする民族の歌を歌った。他の場所では神父がミサを行い、教会の鐘を鳴らした。エストニアとラトビアの国民戦線は二国の国境で集会を開き、巨大な黒い十字架に火がともされ、象徴的な葬儀が営まれた。
抗議行動は全く平和裏に行われたが、参加者は報復や制裁がなされることを恐れた。実際、ドイツ民主共和国のエーリッヒ・ホーネッカー国家評議会議長や、ルーマニア社会主義共和国のニコラエ・チャウシェスク大統領は、ソビエト連邦がデモ鎮圧のために武力を行使する場合には、ソ連に対する軍事支援を行うと申し出ていた。
バルトの道にはおよそ200万人が参加した。

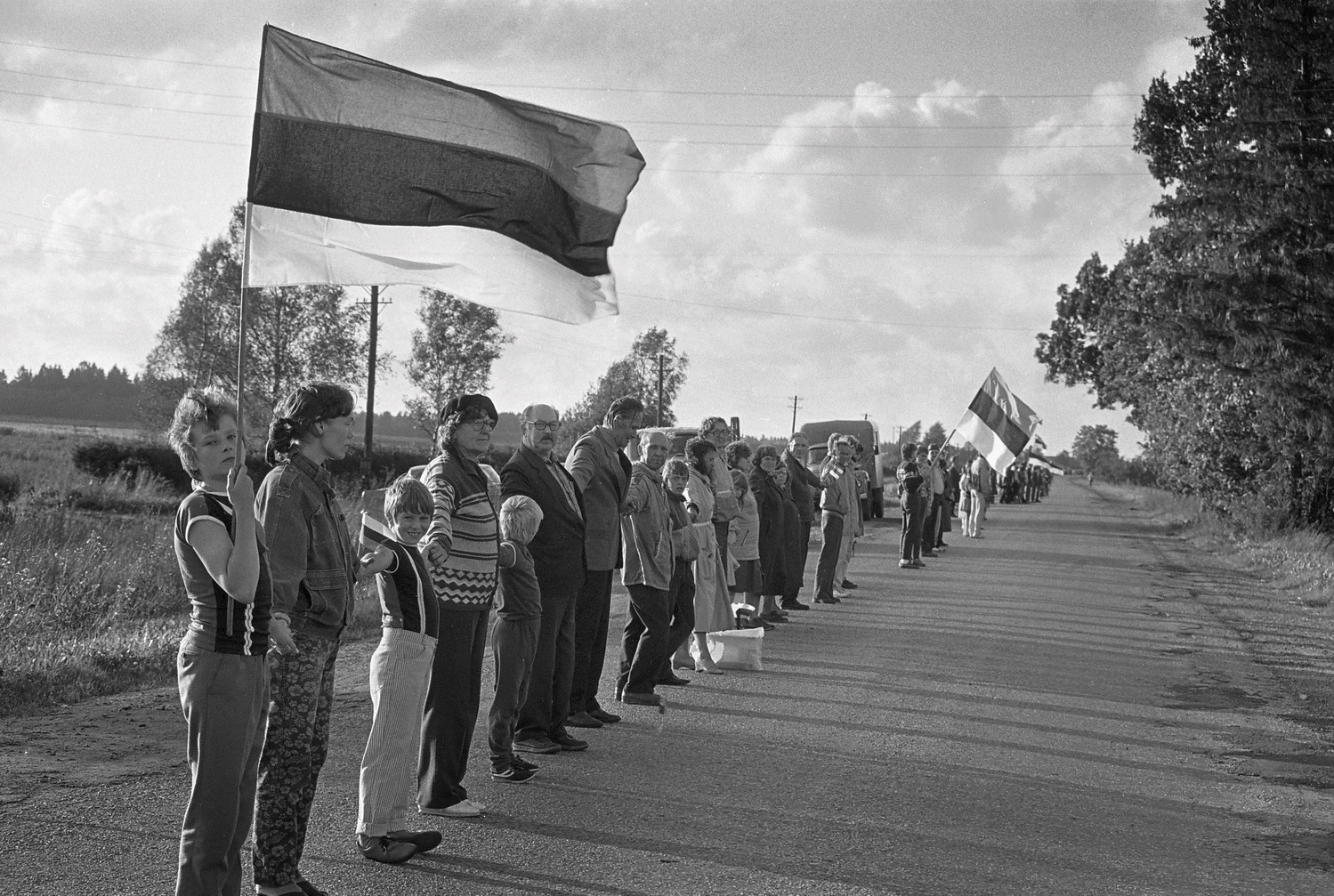
エストニアの様子
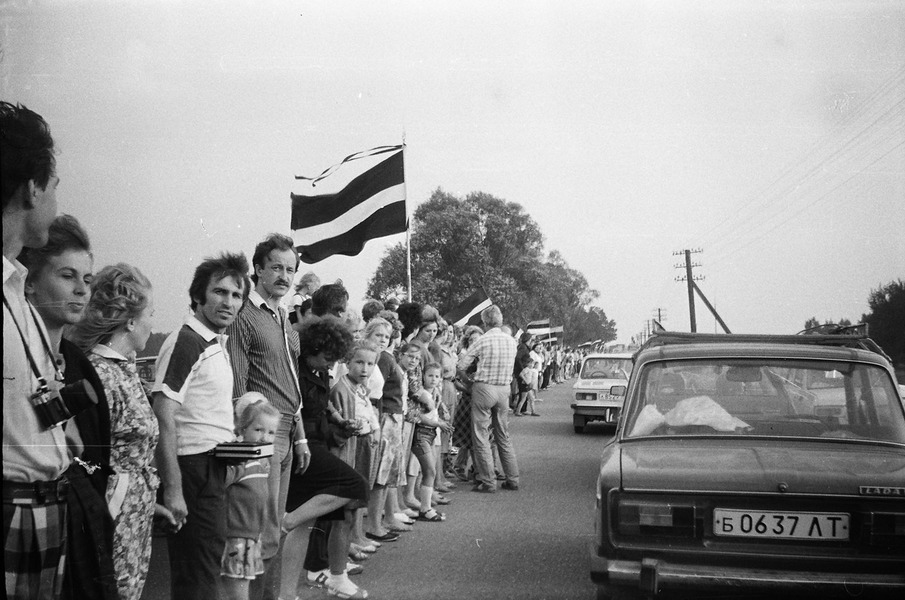
ラトビアの様子
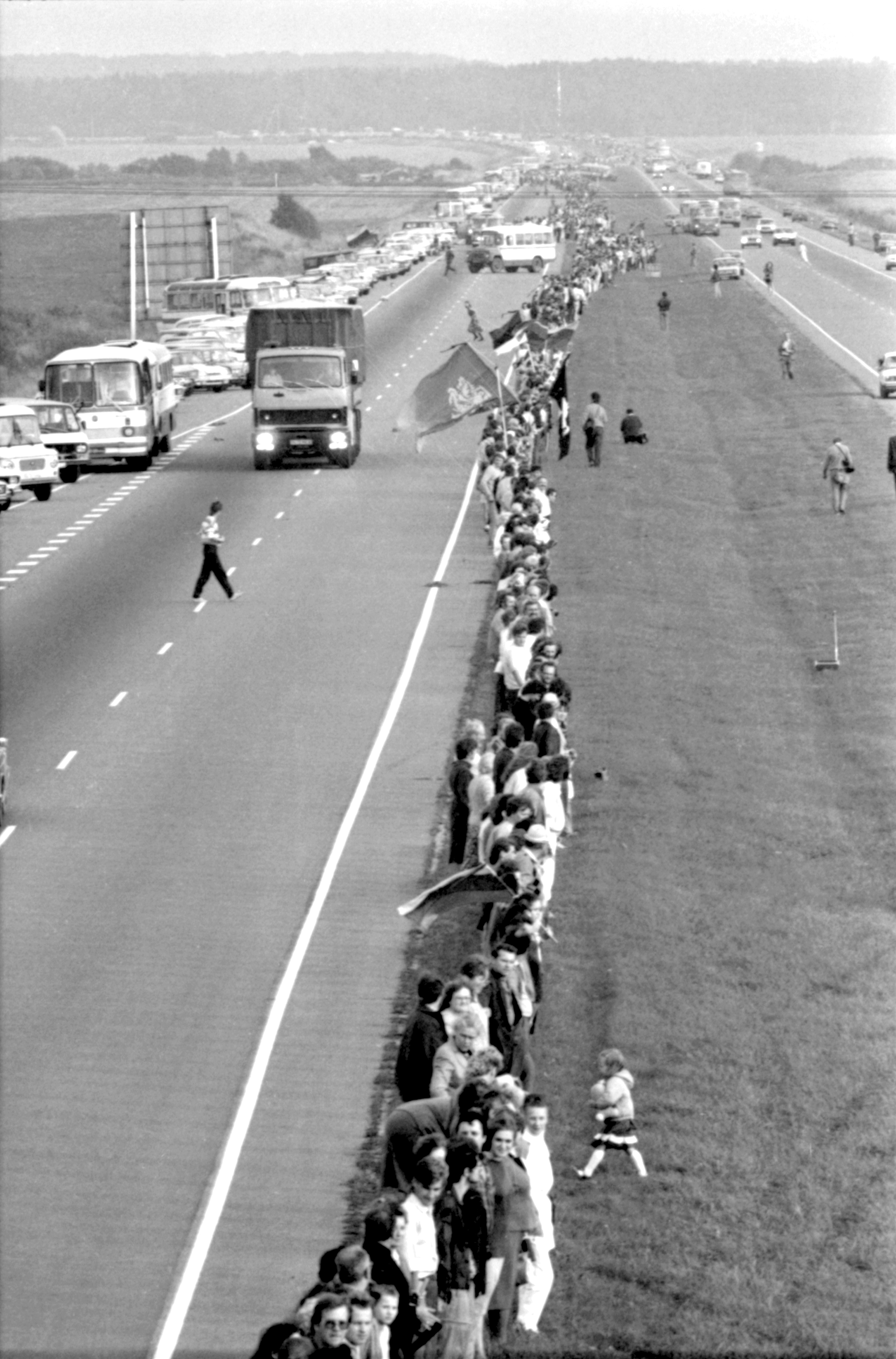
高速道路沿いに形成された人間の鎖（リトアニア）
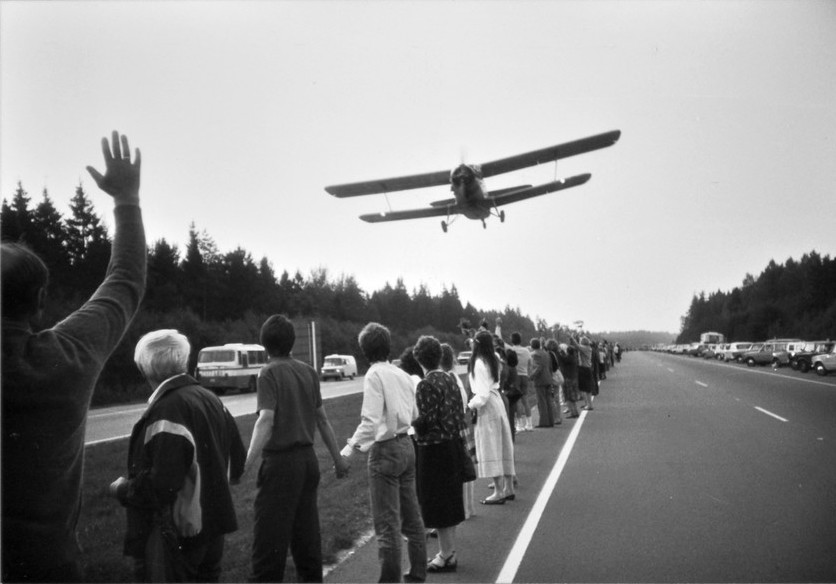
写真撮影を行う飛行機（リトアニア）
- 人間の鎖を撮影した映像（エストニア）